# Xiphidiopsis phyllocercus
Xiphidiopsis phyllocercus är en insektsart som beskrevs av Heinrich Hugo Karny 1907. Xiphidiopsis phyllocercus ingår i släktet Xiphidiopsis och familjen vårtbitare. Inga underarter finns listade i Catalogue of Life.